# TO92

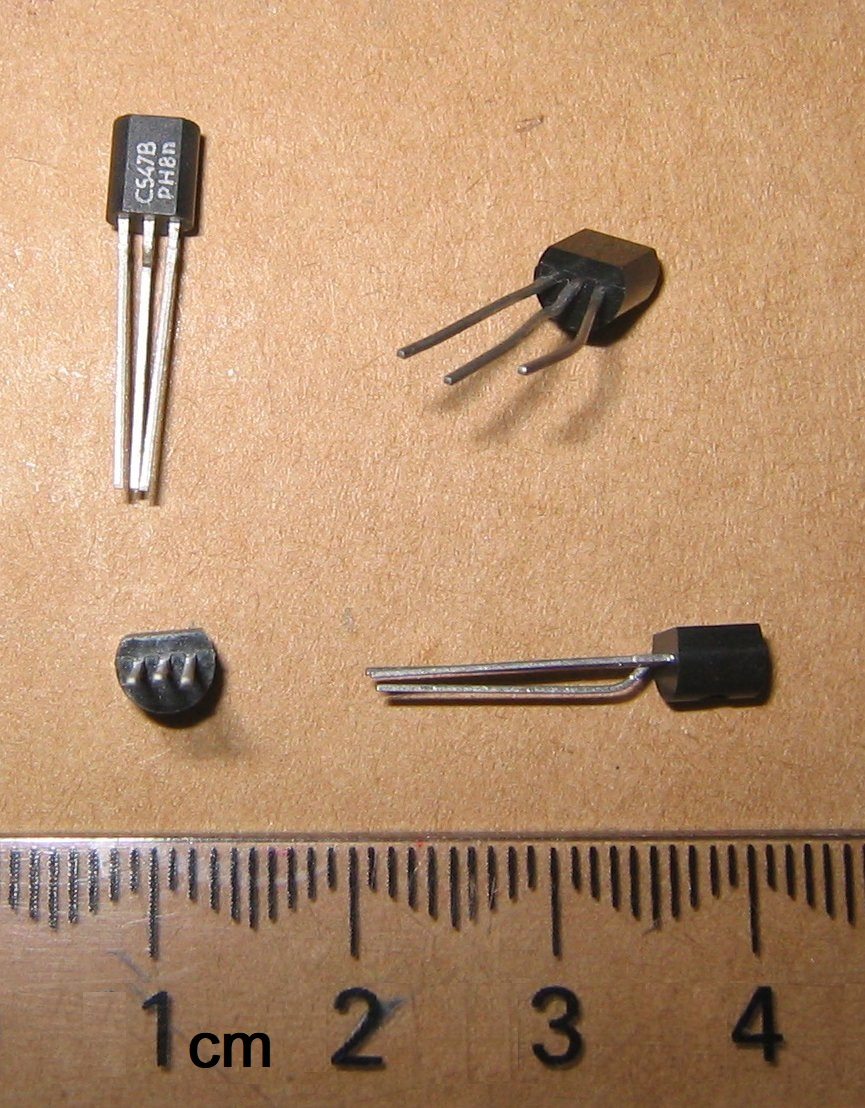
Cuatro vistas del encapsulado TO-92.

Vista frontal del encapsulado TO-92.

Vista trasera del encapsulado TO-92.

El TO-92 es el encapsulado más utilizado en la construcción de transistores. El encapsulado está usualmente hecho de epoxy o plástico, y presenta un tamaño bien reducido y bajo costo.

## Historia y origen
Las siglas del encapsulado derivan de su nombre original en inglés: Transistor Outline Package, Case Style 92.

## Transistores más comunes que usan este encapsulado
- BC548, NPN
- BC558, PNP
- 2N3904, NPN propósito general
- 2N3905, PNP
- 2N3906, PNP propósito general
- 2N7000, N-Channel FET
- PN2222A, 2N2222 NPN
- LM35, sensor de temperatura

- Datos: Q2554261
- Multimedia: TO-92 transistor packages / Q2554261